# مدیریت زمان

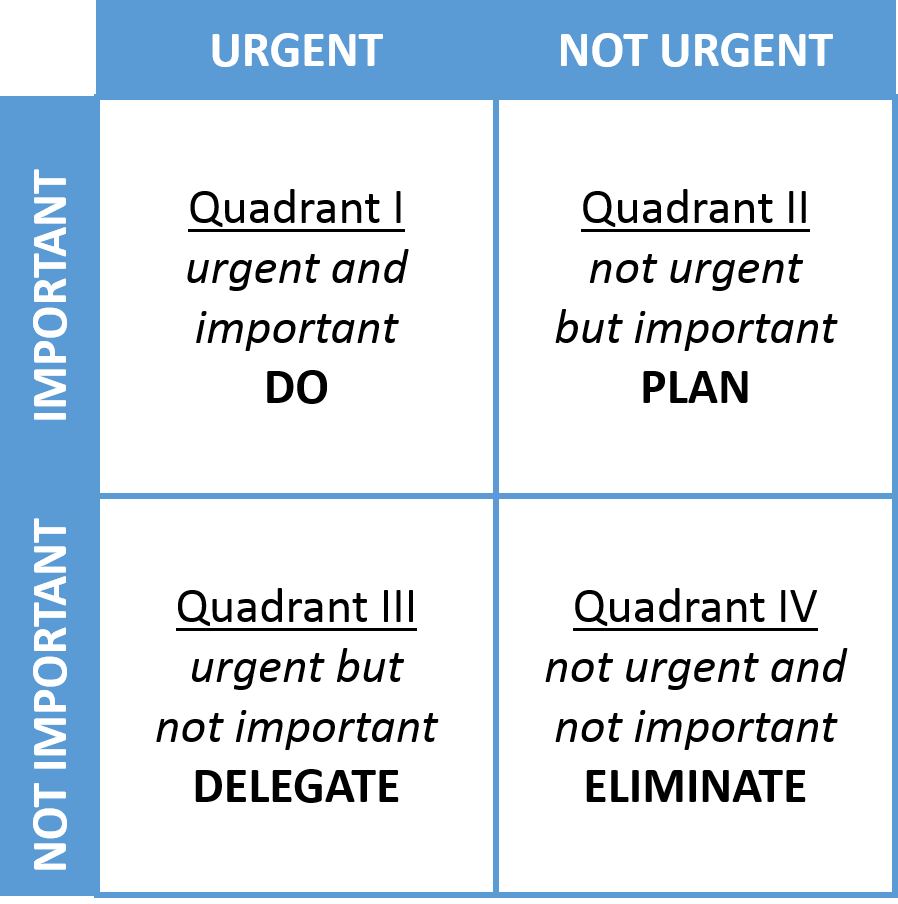
تصویری متمثیلی مرتط با برنامه ریزی زمانی

مدیریت زمان (به انگلیسی: Time management) عمل یا فرایند طراحی به‌کارگیری کنترل آگاهانه بر روی زمانی است که صرف فعالیتهای مشخص می‌شود، به خصوص به منظور افزایش اثر بخشی، کارایی یا باروری می‌شود.
از مدیریت زمان می‌توانیم برای تقسیم بندی کار های خود استفاده کنیم.
در طول تاریخ، زمان و ابعاد مختلف آن، مورد توجه انواع تمدن‌ها بوده و امروزه این توجه بیش از پیش وجود دارد. به گونه‌ای که فناوری‌های نو، محیطی فراهم آورده‌اند که تقریباً در کوتاه مدت می‌توان به اطلاعات بی‌شماری دسترسی پیدا کرده و کارها را بسیار سریع تر و آسان‌تر از پیش انجام داد. با این وجود، تمایل سرعت عمل در انجام کارها روز به روز بیشتر می‌شود؛ لذابا چنین تمایلی این احساس در افراد به وجود می‌آید که از زمان عقب مانده نمی‌توان طور مؤثر بهره‌مند شد؛ و سیر تاریخی نشان داده‌است که ضعف در مدیریت زمان، یک مسئله قدیمی است. مسئله‌ای که فناوری آن را به وجود نیاورده و قادر به حل آن نمی‌باشد. در شرایطی که ابزار بیشتری برای مدیریت زمان در اختیار داریم و فرایندهای اداری، کمتر دستخوش کاغذ و ملزومات غیرلازم قرار می‌گیرد، مدیریت ضعف زمان را نمی‌توان پنهان نمود و اثر بخشی بیشتری مورد نیاز است؛ زیرا برای موفقیت بیشتر، چه در زندگی شخصی و چه در زندگی حرفه‌ای نیازمند بکارگیری راهبردهای مدیریت زمان می‌باشیم. این راهبردها برای استفادهٔ بهینه از وقت تنظیم شده و به عنوان روشهایی برای پایش و کنترل زمان به کار می‌رود. با استفاده مؤثر از زمان می‌توان اهداف را مشخص و وظایف و فعالیت‌ها را برنامه‌ریزی و اولویت بندی نمود. با برنامه‌ریزی و اختصاص زمان، درک افراد از زمان در دسترس، افزایش یافته و در نتیجه می‌توانند از زمان خود به صورت هدفمند و سازمان یافته بهره‌مند شوند. اولویت بندی امور و اختصاص زمان مشخص به هر فعالیت، موجب می‌شود وظایف گوناگون به موقع انجام گیرد. پس با استفاده از روش‌های مدیریت زمان، بینش افراد در مورد نحوه استفاده از زمان بیشتر شده، تخمین دقیق تری از مدت زمان لازم جهت انجام کارها به دست می‌آورند و در مجموع نتایج مفیدی حاصل می‌گردد.
برخی نتایج حاصل از شیوه‌های مختلف مدیریت زمان عبارتند از:
- آماده‌سازی برای برنامه‌ریزی آگاهانه نیست
- یادآوری در انجام امور
- سامان بخشیدن به افکار و فعالیت‌ها
- انجام امور در زمان تعیین شده
- ایجاد انگیزه لازم برای انجام کار
- متمرکز ساختن توجه فرد به اولویت‌ها
- جلوگیری از اتلاف وقت و امور غیر ضروری
- سرعت در پیشرفت و ارتقاء عملکرد شخصی
- کاهش فشار روزانه و در نتیجه افزایش سلامت روان
- افزایش کارایی، سازماندهی و بهره‌وری

در مجموع با اجرای مدیریت زمان، برنامه‌ریزی و پایش، پیامدهای واقع بینانه تری حاصل می‌گردد و همه چیز به شکل مؤثر تر انجام می‌شود.

## راهکارهای مدیریت زمان
نکته دیگر در راستای مدیریت زمان، این است که فرد بایستی ارزش زمان را درک کند و اجزای زمان را به خوبی بشناسد. به دنبال شناسایی زمان به راهبردهای عملی‌تر دست بزند که در این میان، موارد زیر حائز اهمیت می‌باشند:
- نوشتن و تفکیک کردن کارها
- اولویت بندی کارها
- تقسیم‌بندی و تفکیک زمان انجام کارها
- تعیین مدت زمان مشخص برای هر کار[۱]

## تکنیک های مدیریت زمان
- تکنیک GTD
- تکنیک پومودورو
- بلوکه کردن یا انسداد زمان
- قانون پارتو یا 20/80 کار